# Wolfgang Röhr
Wolfgang Röhr (* 2. Dezember 1948 in Hamburg) arbeitet an der Tongji-Universität Shanghai. Er war deutscher Diplomat und bis Juni 2014 Generalkonsul in Shanghai.

## Leben
Röhr studierte Rechtswissenschaften an den Universitäten Hamburg, Tübingen und Genf. Parallel zum Referendariat in Hamburg und Rio de Janeiro arbeitete er als wissenschaftlicher Assistent am Seminar für Versicherungswissenschaft der Universität Hamburg, wo er zum Dr. jur. promovierte.
1978 trat er in den Diplomatischen Dienst ein; es folgten Verwendungen im Auswärtigen Amt, bei der Delegation beim Abrüstungsausschuss in Genf sowie der Botschaft Peking, Volksrepublik China (Politische Abteilung). Von 1989 bis 1991 war Röhr Leiter des Wirtschaftsdienstes der Botschaft Tel Aviv, Israel sowie anschließend bis 1996 stellvertretender Leiter des Referats für die Implementierung von Abrüstungsverträgen in Europa und stellvertretender Leiter des Referats für das Recht der Europäischen Union.
1996 kehrte Röhr als Leiter der Politischen Abteilung an die Botschaft Peking zurück. Von 1999 bis Juli 2002 war er Leiter des Ostasienreferats im Auswärtigen Amt und danach Generalkonsul in Shanghai, ehe er 2007 Botschafter und Leiter des Arbeitsstabs Deutschland-China im Auswärtigen Amt in Berlin wurde.
Von August 2010 bis Juni 2014 war Röhr erneut Generalkonsul in Shanghai. Seit September 2014 ist er Wissenschaftlicher Mitarbeiter am Deutschlandforschungszentrum der Tongji-Universität Shanghai.